# Євсєєв Євген Васильович
Євген Васильович Євсєєв (16 квітня 1987, Київ — 19 серпня 2011) — український футболіст, захисник, насамперед відомий за виступами у складі київського «Арсенала». Син відомого у минулому радянського та українського футболіста, українського футбольного тренера Василя Євсєєва.

## Біографія
Вихованець футбольної школи київського «Динамо», у ДЮФЛ крім динамівської команди грав за команди «Зміна-Оболонь» та ФК «Відрадний».
Розпочав професійну футбольну кар'єру 2004 року у столичному ЦСКА в першій лізі чемпіонату України. Дебютував у складі команди, яку на той час очолював його батько, 6 жовтня 2004 року, вийшовши на заміну у матчі проти клубу «Нафтовик-Укрнафта».
У київському «Арсеналі» виступав з початку 2007 року, у матчах вищої ліги дебютував 1 квітня 2007 року у грі проти дніпропетровського «Дніпра».
У першій половині сезону 2010—2011 не провів за «канонірів» жодного матчу, тому у лютому 2011 року був відданий в оренду до «Волині».

Могила Євгена Євсєєва

Трагічно загинув у ніч із 18 на 19 серпня 2011 року у віці 24 років у ДТП поблизу Калуша (Івано-Франківська область). Похований в одній могилі з батьком на Лісовому кладовищі в Києві (ділянка № 79).

## Виступи за збірні
2008 року викликався головним тренером Павлом Яковенком до лав молодіжної збірної України. Провів у її складі усього одну гру — матч проти болгарських однолітків у рамках Турніру пам'яті Валерія Лобановського. Матч видався для гравця вкрай невдалим — його порушення правил наприкінці гри призвело до вилучення та призначення штрафного удару, після якого противник забив єдиний гол зустрічі.